# Fixation du carbone en C3

3-phosphoglycérate.

La fixation du carbone en C3 est chez les plantes une voie métabolique de fixation du carbone parmi les trois voies de la photosynthèse, les deux autres étant la fixation du carbone en C4 et le métabolisme acide crassulacéen (CAM). On l'appelle ainsi en référence au 3-phosphoglycérate, une molécule à trois atomes de carbone formée par condensation du dioxyde de carbone CO2 sur le ribulose-1,5-bisphosphate par l'enzyme Rubisco :
|                                                                         | + CO2 + H2O → 2 |                       |
| D-ribulose-1,5-bisphosphate                                             |                 | 3-phospho-D-glycérate |
| Ribulose-1,5-bisphosphate carboxylase/oxygénase (Rubisco) – EC 4.1.1.39 |                 |                       |
Cette réaction a été découverte en 1950 par Melvin Calvin, Andrew Benson (en) et James Bassham (en). Elle se produit chez toutes les plantes comme première étape du cycle de Calvin. Chez les « plantes en C4 », le dioxyde de carbone est ensuite concentré autour de la Rubisco sous forme de malate. Les plantes qui ne réalisent que la fixation du carbone en C3 sont appelées « plantes en C3 ».
Les plantes en C3 tendent à se développer dans les environnements riches en eaux souterraines où le rayonnement solaire et la température sont modérés et la concentration de CO2 de l'ordre de 200 ppm ou plus. Les plantes en C3, apparues au cours du Mésozoïque et du Paléozoïque, avant les plantes en C4, représentent encore aujourd'hui environ 95 % de la biomasse végétale. Elles perdent par transpiration 97 % de l'eau absorbée par leurs racines.
Les plantes en C3 incluent quelques-unes des sources de calories les plus importantes dans le monde, dont haricot niébé, manioc, soja, riz et orge. Les régions où poussent ces plantes sont souvent chaudes et sèches. Ces plantes ne peuvent pas optimiser leur croissance dans les zones trop chaudes parce que l'activité oxygénase de la Rubisco augmente avec la température par rapport à l'activité carboxylase, c'est-à-dire que la photorespiration devient prépondérante sur la fixation du carbone, ce qui conduit à une perte nette de carbone et d'azote par la plante. Dans les zones sèches, les plantes en C3 referment leurs stomates pour limiter leurs pertes en eau, mais cela a également pour effet de limiter l'entrée du dioxyde de carbone dans les feuilles et donc la concentration en CO2 dans ces dernières : cela réduit le ratio CO2/O2 et donc augmente la photorespiration.